# Mortal Kombat (film, 2021)
A Mortal Kombat 2021-ben bemutatott amerikai harcművészeti fantasy-akciófilm, melyet Simon McQuoid rendezett (rendezői debütálásaként) Greg Russo és Dave Callaham forgatókönyvéből, valamint Oren Uziel és Russo történetéből. A film Ed Boon és John Tobias által létrehozott, azonos című videójáték-franchise-on alapul, és a Mortal Kombat-filmsorozat remakeje. A főszerepet Lewis Tan, Jessica McNamee, Josh Lawson, Aszano Tadanobu, Mehcad Brooks, Ludi Lin, Chin Han, Joe Taslim és Szanada Hirojuki alakítja.
Az 1997-es Mortal Kombat 2. – A második menet című film kritikai és kereskedelmi kudarcát követően egy harmadik Mortal Kombat-film közel két évtizeden át az előkészítési fázisban ragadt. 2010 végén a Warner Bros. Pictures, amelynek fővállalata a Warner Bros. Entertainment, 2009-ben megvásárolta a franchise-ot a Midway Gamestől és új film fejlesztésébe kezdett, Kevin Tancharoen lett a Mortal Kombat: Rebirth rövidfilm rendezője, Oren Uziel pedig a forgatókönyvírója. 2015 augusztusában bejelentették, hogy a horrorfilmes rendező James Wan producerként járult hozzá a filmhez, McQuoidot pedig 2016 novemberében felvették rendezőnek. A gyártás az Adelaide Studios-ban, Adelaideban és Dél-Ausztrália más helyszínein zajlott. A forgatás 2019 szeptemberétől decemberig tartott.
A Mortal Kombatot nemzetközileg a Warner Bros. Pictures, valamint a New Line Cinema jelenítette meg 2021. április 8-án, és április 23-án mutatták be az Amerikai Egyesült Államokban, illetve az HBO Max streaming szolgáltatáson keresztül. Magyarországon 2021. május 27-én mutatták be a mozikban. A projekt általánosságban vegyes értékeléseket kapott a kritikusoktól, akik dicsérték a cselekményt és a játékhoz való hűséget, azonban kritikát kapott a forgatókönyv.

## Rövid történet
Egy MMA harcos felkeresi a Föld legnagyobb bajnokait, hogy segítségükkel szembeszálljon a Külvilágból származó ellenségeivel a világegyetem sorsát eldöntő viadalban.

## Cselekmény
A 17. századi Japánban a Lin Kuei nindzsa klán, Bi-Han (Joe Taslim) vezetésével megtámadja Hanzo Hasashi (Szanada Hirojuki) faluját és a rivális Shirai Ryu nindzsa klán tagjait, brutálisan végezve Hanzo feleségével és fiával is. Hasashi sikeresen megöl minden támadót, azonban Bi-Han végez vele saját kunaijával. Ahogy Hanzo szelleme a Pokolba (Netherrealm) kerül, megjelenik Raiden nagyúr (Aszano Tadanobu), és magával viszi Hanzo életben maradt újszülött kislányát.
Napjainkban a Külvilág (Outworld) a Föld (Earthrealm) elleni győzelem küszöbén áll, hiszen tíz "Mortal Kombat" néven ismert élet-halál versenyből már kilencet megnyert. Ugyanakkor egy ősi jóslatra is fény derül: „Hanzo Hasashi vére” egyesíteni fogja a Föld bajnokainak új generációját, megakadályozva a Külvilág győzelmét. A próféciák tudatában a Külvilág lélekfaló varázslója, Shang Tsung (Chin Han) harcosokat fogad fel, hogy a következő bajnokság kezdete előtt vadásszák le és gyilkolják meg az összes földi bajnokot, akiknek testén megkülönböztető sárkányjel található. Az egyik ilyen célpont Cole Young (Lewis Tan), az MMA egykori bajnoka, aki rendszeresen átél Hanzóval kapcsolatos víziókat. Cole-t és családját megtámadja a most már Sub-Zero néven ismert Bi-Han, a Külvilág egyik legjobb bajnoka, viszont a különleges erők őrnagya, Jackson "Jax" Briggs (Mehcad Brooks) megmenti őket, elmagyarázva a sárkányjel jelentését. Jax arra utasítja Cole-t, hogy családjával együtt menjen biztonságos helyre és keresse fel Sonya Blade (Jessica McNamee) nevű partnerét, míg feltartóztatja Sub-Zerót. Ennek során Sub-Zero könnyedén legyőzi a férfit, lefagyasztja és széttöri annak karjait.
Cole elrejtőzik Sonya rejtekhelyén, ahová a nő korábban bebörtönözte Kanót (Josh Lawson), a Fekete Sárkány szervezet zsoldosát. Sonya elárulja, hogy Jax és ő a Mortal Kombat létezésének okát kutatják és a sárkányjel átruházható akárkire, aki megöli az eredeti hordozót. A rejtekhelyet megtámadja Reptile, Shang Tsung egyik bajnoka, de a triónak sikerül leküzdenie, végül Kano kitépi a lény szívét. Ezt követően Raiden templomába utaznak, találkoznak a Föld másik két bajnokával, Liu Kang (Ludi Lin) shaolin harcossal és társával, Kung Laóval (Max Huang), valamint Jax-szel, akit Raiden megmentett és egy pár mechanikus karral szerelt fel. Maga Raiden is felbukkan, aki kritikus szemmel nézi az újonnan érkező harcosokat. Shang Tsung Sub-Zeróval és Mileenával együtt megtámadja a templomot, de Raiden pajzsot állít fel, hogy távol tartsa őket.
Míg Sonya képzi és bátorítja az állapota miatt csüggedt Jax-et, Cole és Kano elkezdenek edzeni Liu Kang és Kung Lao mellett, hogy megnyissák "arkanájukat": ez egy különleges, egyedül a sárkányjelűek számára elérhető természetfeletti belső erő (Liu Kangé pirokinézis, Kung Laóé pedig egy mágikus pengés peremű kalap). Kung Laóval folytatott heves vitája során Kano váratlanul felébreszti arkanáját, képessé válva lézersugarat kilőni a jobb szeméből. Cole kitartása ellenére sem képes előhívni az ő titkos képességét. Raiden csalódott a fiú előremenetelében, ezért megengedi Cole-nak, hogy visszatérjen a családjához és elárulja neki, hogy Hasashi leszármazottja.
Shang Tsung összehívja Sub-Zerót és Mileenát, majd csatlakozik hozzájuk Reiko, Nitara, Goro és Kabal is. Megtudva, hogy Kano Raiden bajnokai között van, Kabal ráveszi őt arra, szüntesse meg a védőpajzsot, lehetővé téve a túlvilágiak támadását. Liu Kang a természetfeletti sebességű Kaballal küzd, míg Kung Lao könnyedén megöli Nitarát. Jax és Sonya Reikóval, Kanóval és Mileenával harcol. Eközben Cole-t és családját megtámadja Goro, de a férfi végül felébreszti arkanáját, amely páncélruhát képez a teste körül, és végez Goróval, mielőtt visszatérne a templomba, hogy segítsen társainak. Jax felébreszti arkanáját, fémkarjait olyan fegyverekké változtatva, amelyek emberfeletti erőt adnak neki. Raiden a földi harcosok többségét a birodalmak közötti biztonságos térbe, a Voidba teleportálja. Kung Lao feláldozza magát, hogy megvédje Cole-t Sub-Zeróval és Shang Tsunggal szemben. Shang Tsung elveszi Kung Lao lelkét.
Miután Kung Lao halálát meggyászolják, Cole tervet eszel ki: a Külvilág bajnokait egy-egy elleni küzdelmekre kényszerítik, míg a jóval erősebb Sub-Zeró ellen közös erővel terveznek fellépni. Raiden egyetért a tervvel, és ugyanazt a véres kunai-t adja oda Cole-nak, ami Hanzóé volt, majd Cole-t és a társait a célpontokhoz teleportálja. Liu Kang és Jax megöli Kabalt és Reikót, míg Sonya végez Kanóval, megszerezve sárkányjelét és saját arkanáját; képessé válik energianyalábot lőni a kezéből. Ezzel a képességgel segít Cole-nak megölni Mileenát. A Mileena elleni küzdelem után megjelenik Sub-Zero, aki felfedi Cole előtt, hogy elrabolta és élve lefagyasztotta Cole családját és egy-egy elleni harcba csalja a fiút abba az edzőterembe, ahol korábban edzett. Az elején Sub-Zero kerekedik felül, de aztán Cole használja a kunai-t, és megidézi a pokolból Hasashit, mint a bosszúszomjas Scorpiont. Ketten együtt legyőzik Sub-Zerót. Scorpion a képességét használva a pokol tüzével felolvasztja Cole családját, majd tűzokádással megöli Sub-Zerót.
Miután megköszöni Cole-nak felszabadítását, és megkéri, hogy gondoskodjon a Hasashi vérvonalról, Scorpion távozik. Ezt követően megérkezik Raiden és a többi bajnok. Shang Tsung megfogadja, hogy egy egész hadsereggel fog visszatérni, ekkor Raiden száműzi a Külvilágba. Raiden bejelenti, hogy megkezdi a harcosok új listájának elkészítését a következő tornára, és megbízza bajnokait, hogy keressék meg ezeket a személyeket. Ezzel az információval Cole Los Angelesbe utazik, a hollywoodi szupersztár, Johnny Cage felkutatására.

## Szereplők
| Szerep                    | Színész          | Magyar hang           |
| ------------------------- | ---------------- | --------------------- |
| Cole Young                | Lewis Tan        | Ember Márk            |
| Sonya Blade               | Jessica McNamee  | Bogdányi Titanilla    |
| Kano                      | Josh Lawson      | Mészáros Béla         |
| Raiden nagyúr             | Aszano Tadanobu  | Kolovratnik Krisztián |
| Jackson 'Jax' Briggs      | Mehcad Brooks    | Barabás Kiss Zoltán   |
| Liu Kang                  | Ludi Lin         | Jéger Zsombor         |
| Shang Tsung               | Chin Han         | Gémes Antos           |
| Bi-Han / Sub-Zero         | Joe Taslim       | Zámbori Soma          |
| Hanzo Hasashi / Scorpion  | Szanada Hirojuki | Debreczeny Csaba      |
| Kung Lao                  | Max Huang        | Ágoston Péter         |
| Mileena                   | Sisi Stringer    | Mikecz Estilla        |
| Kabal                     | Damon Herriman   | Crespo Rodrigo        |
| Goro                      | Angus Sampson    | N/A                   |
| Reiko                     | Nathan Jones     | N/A                   |
| Nitara                    | Elissa Cadwell   | N/A                   |
| Emily Young               | Matilda Kimber   | Bartus Emese          |
| Alison Young              | Laura Brent      | Dobó Enikő            |
| Ramirez                   | Ian Streetz      | Szabó Andor           |
| Bíró                      | David Field      | Papucsek Vilmos       |
| Syzoth / Reptile          | N/A              | nem szólal meg        |
| Johnny Cage (cameoszerep) | Dane Reese       | nem szólal meg        |

## A film készítése

### Fejlesztés
1997-ben Robin Shou, az eredeti Mortal Kombat főszereplőjének szerződése három filmre szólt, és a Threshold Entertainment által készített második rész folytatásának produkcióját nem sokkal a Mortal Kombat 2. – A második menet megjelenése után kezdték meg, de A második menet kritikán aluli fogadtatása és alacsony bevételei miatt azt félretették. Azóta egy harmadik film elkészítésének kísérletei kudarcba fulladtak, számos forgatókönyv-átírás, sztori, szereplőgárda és stábváltás történt. A Threshold által szervezett Mortal Kombat hivatalos weboldalon végzett 2001 novemberi közvélemény-kutatás arról kérdezte a rajongókat, hogy szerintük mely karakterek halnak meg a harmadik filmben. A 2005-ös New Orleans-i Katrina hurrikán általi pusztítás nagyban befolyásolta a film egyik tervezett forgatási helyszínét. 2009 júniusában egy csődbírósági per során Lawrence Kasanoff beperelte a Midway Gamest, miközben megemlítette, hogy készülőben van egy harmadik film. A Warner Bros. Pictures (amely 2008-ban lett a New Line Cinema fővállalata, miután több mint egy évtizede mindkét Time Warner külön részlegeként működött) végül felvásárolta a Midway vagyonának nagy részét, köztük a  Mortal Kombatot is.
2010-ben Kevin Tancharoen rendező kiadott egy nyolc perces kisfilmet, Mortal Kombat: Rebirth címmel, ami azért készült, hogy a Warner Bros. Pictures Mortal Kombat film széria újraindulhasson. 2011 szeptemberében a New Line Cinema és a Warner Bros. bejelentette, hogy Tancharoent megbízták egy új nagyjátékfilm rendezésére, a Mortal Kombat: Rebirth írójának, Oren Uzielnek forgatókönyvéből, azzal a feltétellel, hogy az Amerikai Mozgókép-Egyesület filmértékelési rendszere R-besorolás tűz ki rá. A forgatás tervek szerint 2012 márciusában kezdődött volna, 40–50 millió dollár közötti költségvetéssel és 2013 a megjelenés dátuma. A projekt azonban a költségvetési korlátok miatt elmaradt, és Tancharoen addig elkezdett dolgozni a  Mortal Kombat: Legacy internetes sorozat második évadján, amíg a filmmel kapcsolatos problémák rendeződtek, de végül abbahagyta a filmgyártást 2013 októberében.
James Wan 2015 augusztusában jelentkezett, mint filmproducer. Simon McQuoid-ot 2016 novemberében megválasztották rendezőnek, ami a rendezői debütálása lett, Greg Russo pedig megírta a forgatókönyvet. Russo 2019 februárjában tweetelt, hogy a film forgatókönyve elkészült. 2019 májusában bejelentették, hogy a filmet előkészítették, és Dél-Ausztráliában forgatják, a megjelenési dátuma 2021. március 5. lett. Russo 2019 júliusában tweetelte, hogy a film valóban R besorolással fog rendelkezni, és hogy a játékokban végezhető "kivégzések" a nagyképernyőn is láthatóak lesznek".

### Szereplőválogatás
Joe Taslim volt az első színész, aki 2019 júliusában szerepet kapott a produkcióban, mint Noob Saibot / Sub-Zero. Augusztusban Mehcad Brooks, Aszano Tadanobu, Sisi Stringer és Ludi Lin szerepet kapott, mint Jax, Raiden nagyúr, Mileena, illetve Liu Kang. Még ebben a hónapban Josh Lawson, Jessica McNamee, Chin Han és Szanada Hirojuki szerepet kaptak, mint Kano, Sonya Blade, Shang Tsung, illetve Scorpion, Lewis Tan pedig a film főszereplője lesz, mint új karakter, Cole Young. 2019. szeptember 16-án bejelentették, hogy Max Huang-ot választották Kung Lao szerepére. 2019. november 11-én bejelentették, hogy Elissa Cadwell csatlakozott a stábhoz, mint Nitara. Matilda Kimber 2019. december 4-én került be a szereplők közé.

### Forgatás
A forgatása az Adelaide Studios-ban és más dél-ausztráliai helyszíneken zajlott., 2019. szeptember 16-tól december 13-ig tartott. Todd Garner kijelentette a film megjelenési késedelmével kapcsolatos nyilatkozatában, hogy "nincs több napunk a forgatásra". A filmet ARRI ALEXA LF és Mini LF kamerákkal forgatták Panavision Anamorphic lencséken.

## Zene
A film zenéit Benjamin Wallfisch állította össze. 2021 márciusában Simon McQuoid rendező elárulta, hogy Wallfisch valójában még a projekt hivatalos felvételei előtt elkezdte a film kompozícióit, és hogy a film tartalmazza a The Immortals "Techno Syndrome" című számát.

## Megjelenés

### Mozi és streaming szolgáltatás
A film megjelenése 2021. április 23-án várható. A filmet eredetileg 2021. március 5-én akarták bemutatni, de előrébb hozták 2021. január 15-re. 2020 novemberében Todd Garner producer megerősítette, hogy a film késik a mozik újbóli megnyitásáig a Covid19-pandémia miatt, mielőtt még végleges áprilisi megjelenést kapott volna. Az összes tervezett 2021-es filmet a Warner Bros. egy hónapon keresztül, egyidejűleg közvetíti az HBO Max szolgáltatáson keresztül is, ezt követően eltávolítják a médiakiadási dátumot. 2021 március végén a film bemutatója egy hetet csúszott, így április 16. helyett április 23. lett.

### Marketing
2021. január 15-én, amikor a filmet először a COVID-19 világjárvány miatt késleltették, az Entertainment Weekly kiadta a film első kiselőzetesét, amely számos jelenetet tartalmazott. 2021. február 17-én megjelent a filmhez tartozó karakter-plakátok sorozata, a következő bejelentéssel együtt; a film első trailere másnap jelenik meg. 2021. február 18-án jelent meg online a film első red band előzetese. A trailer rajongóktól és kritikusoktól egyaránt dicséretet kapott, különös dicsérettel a véres akciósorozatokért és a játék ikonikus kivégzéseinek beépítéséért. Scorpion jeleneténél, ahol az ikonikus szövegét mondja: "Gyere csak ide! (Get over here!)" a trailer egyik csúcspontjának is tekintették. Később kiderült, hogy a film első előzetese a történelem legnézettebb red-band-előzetesévé vált, megelőzve a Logan – Farkast  és a Deadpool 2.-t is.

## Fogadtatás

### Bevétel
2021. április 14-én a film világszerte 10,7 millió dolláros bevételt ért el a bejelentett 50 millió dolláros költségvetésből. A nemzetközi nyitóhétvégén a film 17 országból 10,7 millió dollárt gyűjtött; legnagyobb bevétele Oroszországban volt (6,1 millió dollár).

### Kritikai visszhang
James Marsh, a South China Morning Post hírlap munkatársa pozitív kritikát mondott, kijelentve: "Simon McQuoid rendező megérti és tiszteletben tartja a film videojáték-eredetét, beleértve a párbeszéd emlékezetes vonalait és az aláírt harcokat."

## Fordítás
- Ez a szócikk részben vagy egészben  a   Mortal Kombat (2021 film) című angol Wikipédia-szócikk fordításán alapul.  Az eredeti cikk szerkesztőit annak laptörténete sorolja fel. Ez a jelzés csupán a megfogalmazás eredetét és a szerzői jogokat jelzi, nem szolgál a cikkben szereplő információk forrásmegjelöléseként.